# Besart Kallaku
Besart Kallaku (Tirana, 20 novembre 1985) è un comico e attore albanese.

## Biografia
Conosciuto maggiormente come Bes Kallaku o Gjini i Portokallise è uno dei comici e attori più apprezzati in Albania. Bes ha preso parte a due film però ha raggiunto il suo massimo successo nel programma comico Portokalli, spesso con il personaggio di Gjin (da cui prende il soprannome). Fa anche video musicali comici su youtube, dove lui stesso canta.

## Filmografia

### Lungometraggi
- Il tempo della cometa (2008, regia di Fatmir Koçi)
- Gjallë (2009, regia di Artan Minarolli)

### Serie TV
- Portokalli (2004- 2017)
- Radio Radio (2010-2011)
- BE Caffè (2018-)